# 빨간 종이, 파란 종이
빨간 종이, 파란 종이(赤い紙、青い紙)는 대한민국과 일본의 도시전설이다. 재래식 화장실에서 일을 보는 사람에게 화장실 귀신이 "빨간 종이 줄까? 파란 종이 줄까?"라는 질문을 한다고 한다. 빨간 휴지는 빨갛게 피가 나오며 죽고 파란 휴지는 파랗게 목이 졸려 죽는다는 내용이다.